# Гімнастика

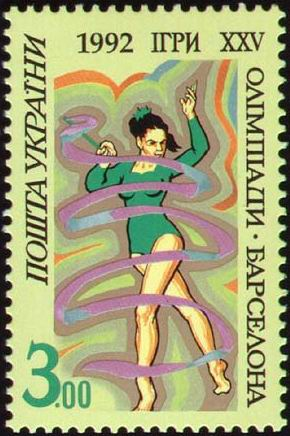
Гімнастка зі стрічкою на марці Укрпошти «Ігри XXV Олімпіади в Барселоні» (1992)

Гімна́стика — система фізичних вправ, яка сприяє загальному розвитку організму та зміцненню здоров'я. Назва походить від вигляду, в якому тренувалися чоловіки стародавньої Греції: gymnos (γυμνός)  — в перекладі з грецької означає «голий» («неодягнений, без одягу, оголений»).

## Історія гімнастики
Гімнастика (від грец. γυμνάζω — «перебуваю оголеним, треную») — система тілесних (фізичних) вправ, яка склалася у Давній Греції за багато віків до нашої ери. Метою гімнастики були загальний всебічний фізичний розвиток та самовдосконалення. Іншою версією походження слова гімнастика є від грец. γυμνός — «оголений» (як відомо, стародавні греки займались тілесними вправами оголеними). Крім загальнорозвиваючих і військових вправ, вправ з верхової їзди, плавання, імітаційних та ритуальних танців, гімнастика стародавніх греків включала і вправи, з яких проводились публічні змагання — біг, стрибки, метання, боротьба, кулачний бій, їзда на колісницях, які, в свою чергу, включалися в програми Олімпійських ігор, що проходили з 776 року до нашої ери по 392 рік н. е. протягом 1168 років.

Стійка на прямий руці головою донизу.

Витоки гімнастики розпочинаються з третього тисячоліття до нашої ери. Найдавніші згадки про систему гімнастичних вправ існують в Індії, адже саме там почала свій шлях славнозвісна система індійських йогів. Є зображення тих часів, на яких показані гімнасти, які брали участь у ритуальних святах, демонструючи свою силу і спритність. В той же час, на теренах стародавнього Китаю гімнастичні вправи використовували як лікувальний і профілактичний засіб.
Неоціненний внесок у розвиток і поширення гімнастики зробили стародавні греки.
Усім відомо, що в стародавній Елладі панував культ здорового, гарного тіла. Заняття спортом були невіддільною частиною життя, в якому гімнастика займала особливе місце. Адже гімнастика розвивала силу, мужність, витривалість і духовну впевненість, нею починали займатися ще з дитинства. Були створені спеціальні школи — гімназії, де з дітей виховували справжніх атлетів. А викладачів гімназій того часу називали гімнасіархами. Гімнасіархи були шанованими і поважними представниками еллінського суспільства. У гімнастів був свій бог-покровитель — Гермес, на честь якого щорічно влаштовувалися пишні свята. На цих святах молоді елліни складали іспити на спритність, біг, боротьбу і метання спису. Але крім цих незаперечних вмінь, молоді люди повинні були мати гарну, пропорційно розвинену мускулатуру. А у формуванні гарного пропорційного тіла гімнастика відіграє найпершу роль.
З розквітом Стародавнього Риму гімнастика теж займала ведучі позиції у вихованні міцних і мужніх воїнів-легіонерів. Але «римська гімнастика» дещо відрізнялась від «грецької». Римляни почали використовувати прообрази сучасних гімнастичних снарядів. Так, наприклад, дерев'яний кінь використовувався для навичок верхової їзди, а дерев'яний стіл — для опорних стрибків. Майбутні воїни навчалися долати можливі перепони під час бою. Популярними були акробатичні вправи і вправи на рівновагу. До речі, в епоху античності, гімнастика була суто чоловічим видом спорту.
З приходом християнства, гімнастику оголосили «сатанинською», оскільки вона мала плотський, тобто гріховний початок, під яким насамперед малося на увазі оголене тіло атлетів. І у 393 році нашої ери гімнастику було офіційно заборонено. Майже на тисячу років гімнастику намагалися знищити. У часи Середньовіччя гімнастичні вправи мали суто вузький практичний характер — під час підготовки лицарів і розвитку грубої фізичної сили. Античні ідеї гімнастики — гармонія тіла і духу — були забуті.

Стрибки літньої людини з двох ніг.

У часи Ренесансу гімнастика набула нового поштовху ідей античності. В систему виховання поступово входить фізичне виховання — гімнастика. Значну роль у її відродженні відіграли твір італійського лікаря Ієроніма Меркуріаліса (1530—1606) «Про мистецтво гімнастики», погляди на виховання французького письменника, автора роману «Гаргантюа і Пантагрюель» Франсуа Рабле (1494—1553), швейцарського педагога Песталоцци (1746—1827), французького філософа-просвітителя Жана-Жака Руссо (1712—1778), чеського педагога Яна Амоса Каменського (1592—1670).
Саме з початком епохи Відродження починають більше використовуватись гімнастичні снаряди — кінь та поперечина. Фізичне виховання молоді знову вийшло на перший план системи освіти, а широке використання гімнастичних снарядів і розвиток акробатики стали основою спортивної гімнастики, розвиток і становлення якої почалися вже у XVIII—XIX сторіччях. Спочатку в Німеччині, а потім у Швеції, Франції і Росії.
Наприкінці XVIII — початку XIX ст. в Німеччині в педагогіці під впливом ідей гуманістів склалась течія філантропістів. У створених ними школах — філантропінах — важливе місце зайняла система фізичного виховання — гімнастика, яку розробили і викладали Г. Фіт (1763—1836), І. Гутс-Мутс (1759—1839). Завершив створення системи німецької гімнастики Ф. Л. Ян. Він значно розширив «гімнастичну область» і винайшов нові вправи і снаряди (включаючи поперечину та бруси), заклавши тим самим основи сучасної спортивної гімнастики. Він розробив гімнастичну систему, названу «турнен», яка збагатила німецьку гімнастику вправами на поперечині (турніку), кільцях, брусах і коні. 1811 року Ян відкрив перший гімнастичний майданчик (неподалік від Берліна), а через 5 років опублікував — разом з одним зі своїх учнів Е. Айзеленом — книжку «Німецька гімнастика»: у ній містились опис основних вправ та необхідні методичні рекомендації. Приблизно до того часу відносяться і перші публічні виступи гімнастів.
В середині століття в Німеччині з'являються перші гімнастичні закриті зали (до того часу діяли лише відкриті майданчики). У другій половині XIX ст. Європа, а пізніше і Америка переживають справжній гімнастичний бум.
Саме це був той час, коли закладалися основи нинішньої гімнастики, методика навчання і особливості стилів цього виду спорту. Так, наприклад, Німецька гімнастична система відрізнялась чітким виконанням рухів, прямими лініями і багаторазовими повторами тих самих вправ на спортивних снарядах. Шведська система тяжіла до вільних вправ, а Російська гімнастична школа пропагувала природно-прикладний, майже індивідуальний підхід до гімнастичних вправ.
Оригінальні системи гімнастики були створені: у Франції Ф. Аморосом (1770—1847), у Швеції (шведська) П.-Г. Лінгом (1776—1839), а у Чехії (сокольська) — Мирославом Тиршем (1832—1884).
В середині XIX сторіччя в Чехії, під керівництвом професора Празького університету Мирослава Тирша було засноване спортивне товариство «Сокіл». Саме «Сокіл» став засновником чеської гімнастичної школи, основу якої становили вправи на снарядах, вправи з предметами, вільні вправи і піраміди. Тут приділялося більше уваги естетиці форми, красі і гармонії рухів, логічній завершеності гімнастичних комбінацій. Сокольська гімнастика завершила формування основних елементів спортивної гімнастики, що стало поштовхом для її поширення у багатьох країнах, зокрема, в Росії. Значну роль у науковому обґрунтуванні системи фізичного виховання зіграв російський вчений П. Ф. Лесгафт.

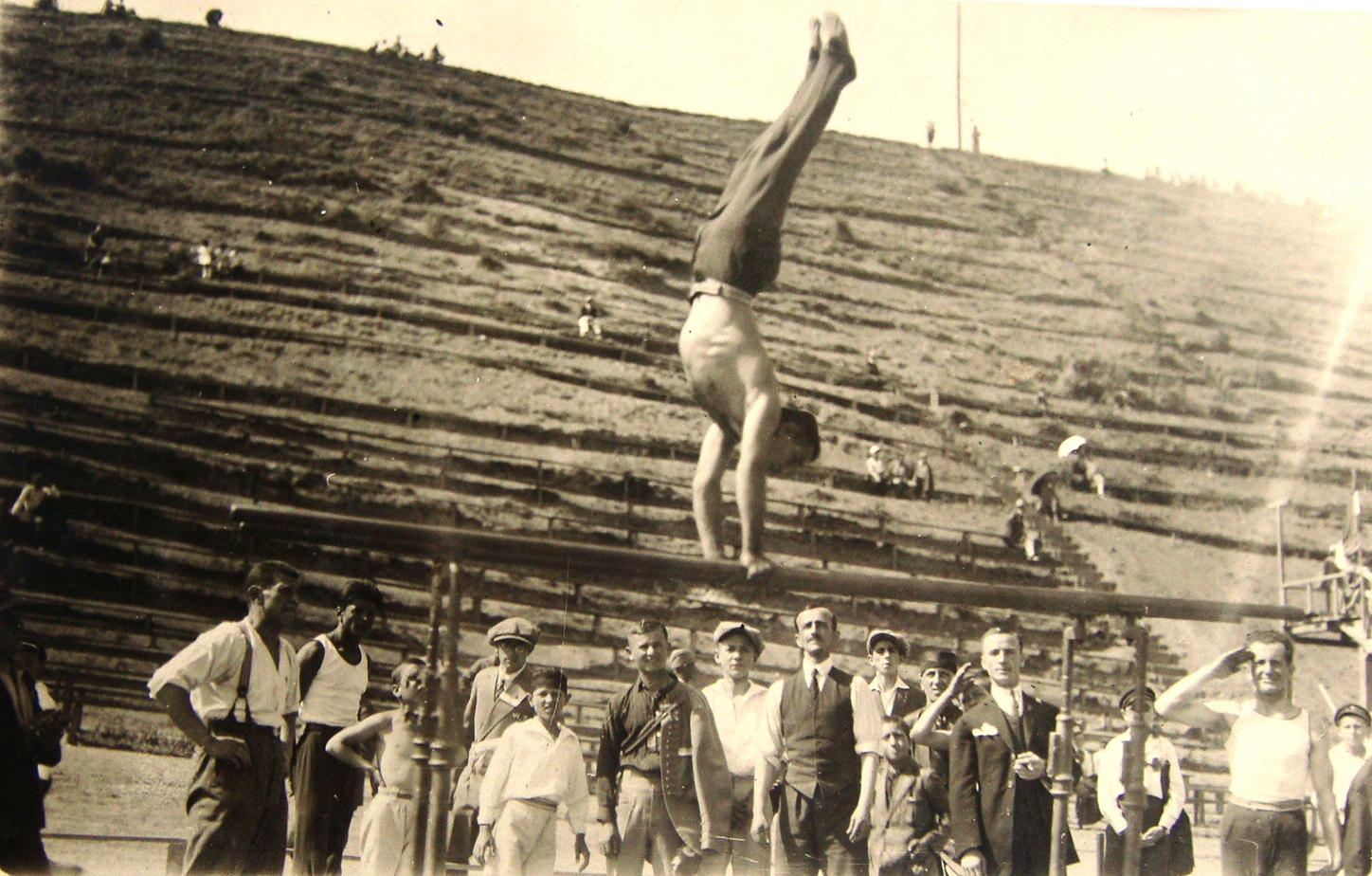
Гімнаст у Скоп'є, початок ХХ століття

У своєму розвитку спортивна гімнастика пройшла кілька етапів: з часом змінювались вимоги до неї, і відповідно, її зміст. Історія гімнастики XIX ст. переважно визначалась протистоянням двох принципово різних систем: шведської і німецької.
Визнаним видом спорту гімнастика стала в 1896 році, коли ввійшла до програми перших сучасних Олімпійських ігор. Хоча сучасна програма гімнастичних змагань визначилась далеко не відразу. До того ж проходили вони незвичайно. Змагання гімнастів не рідко організовували на відкритому повітрі. Не існувало спочатку і єдиних технічних вимог щодо гімнастичних снарядів: дуже часто збірні команди приїжджали на міжнародні змагання з власним «реквізитом».
У 1896 році, на відроджених П'єром де Кубертеном 1-х Олімпійських іграх в Афінах, спортивна гімнастика знову заявила про себе. Програма перших змагань складалася з виступів на різноманітних гімнастичних снарядах: кінь, кільця, опорний стрибок, бруси, поперечина, лазіння по канату. На той час фактично не було командних змагань і не розігрувалась абсолютна першість. Не було на 1-й Олімпіаді і змагань серед жінок, на гімнастичний помост виходили тільки чоловіки. Вперше жіноча гімнастика дебютувала на 9-й Олімпіаді в Амстердамі у 1928 році. Правда, наступні, Х Ігри (1932, Лос-Анджелес) вони пропустили, але з ХІ Ігор (1936, Берлін, Німеччина), брали участь постійно у всіх іграх. Спочатку жінки змагались лише у командній першості, а з XV Ігор (1952, Гельсінкі, Фінляндія) виступають в особистій першості в багатоборстві — опорні стрибки, бруси, колода, вільні вправи — і з окремих видів.
З ХІ Ігор програма змагань у чоловіків стабілізувалась і набула сучасного вигляду — вільні вправи, кінь, кільця, опорні стрибки, бруси, поперечина.
Перший чемпіонат світу зі спортивної гімнастики відбувся 1903 року в Антверпені. Його переможцем став француз Жорж Мартіне. Жінки вперше взяли участь у світовій першості 1938 року.

## Основна гімнастика (гімнастика для всіх)
Це відносно самостійний вид гімнастики, який використовується в фізичному вихованні людей різного віку. Має виховне та розвиваюче значення, що пояснюється впливом вправ на всі функції організму людини: поліпшенням працездатності органів і систем, формуванням правильної осанки, розвитком естетичних здібностей.

## Спортивна інструментальна гімнастика

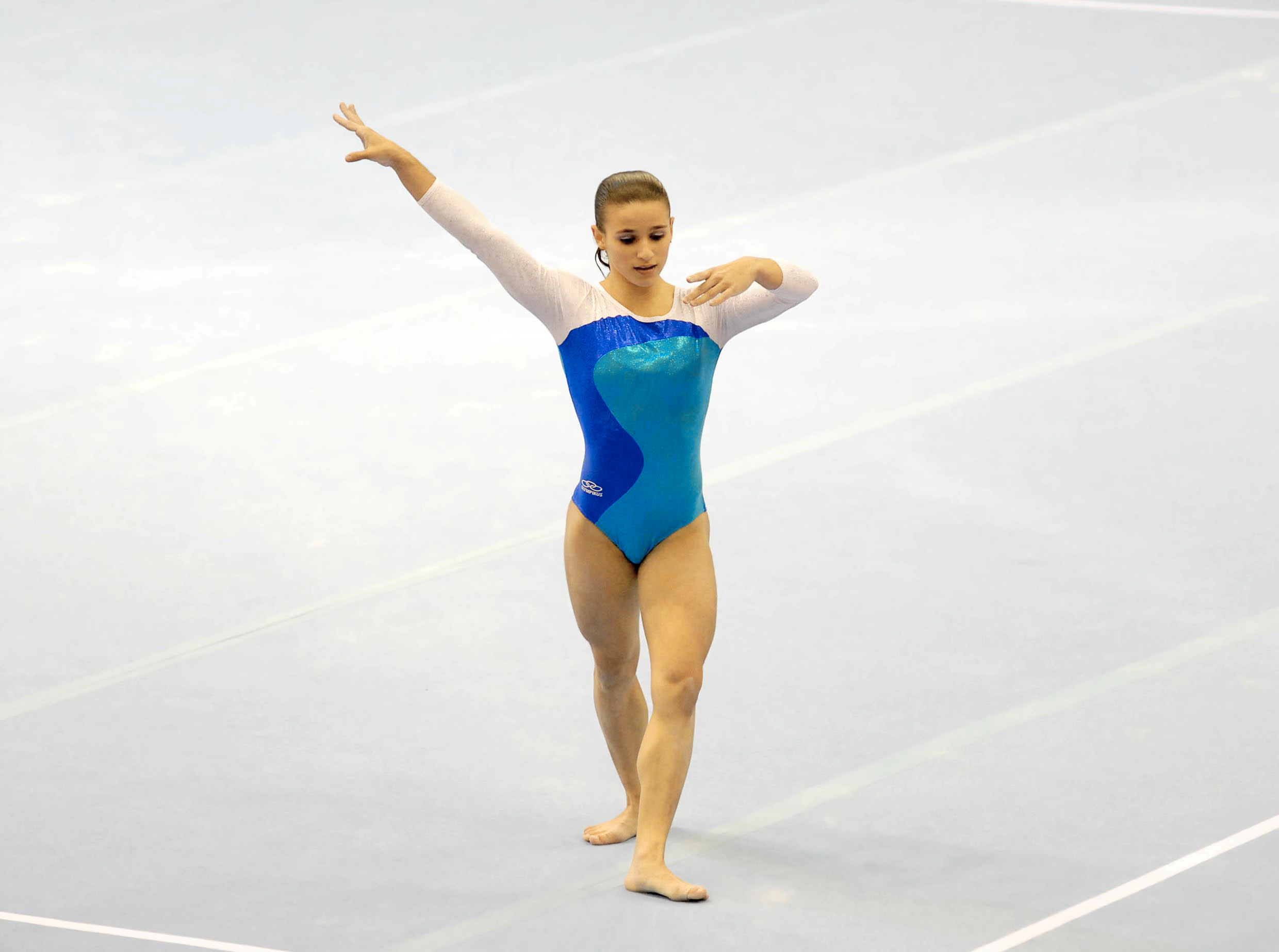
Джейд Барбоза під час вільних вправ на дошці

Це вид спорту. В програмі фізичного виховання представлений вільними вправами і окремими — на спортивних приладах. Вільними вправами є комбінації різноманітних рухів, в поєднанні з ритмічною музикою. Це естетичне виховання, виховання швидкості, витривалості, гнучкості, спритності, виразності рухів.

### Чоловіча спортивна гімнастика
Вид спорту чоловіча спортивна гімнастика охоплює вправи на перекладині, кільцях, брусах, коні, вільні вправи, опорний стрибок. Змагання зі спортивної гімнастики для жінок охоплюють вправи на брусах, колоді, опорний стрибок і вільні вправи. Спортивна гімнастика є олімпійським видом спорту.

### Жіноча спортивна гімнастика
Жіноча гімнастика — різновид основної гімнастики, зміст якої враховує особливості жіночого організму, перш за все функції материнства. Багато вправ спрямовані на зміцнення м'язів тазу (малого тазу і тазового дна), м'язів черевного пресу. Жіноча гімнастика спрямована на розвиток пластики, естетичної виразності рухів, почуття ритму і темпу, а також на розвиток рухових якостей: спритності, гнучкості, витривалості та набуття прикладних навичок. Завдяки жіночій гімнастиці поліпшужться осанка (постава), фігура стає стрункішою, покращується хода.

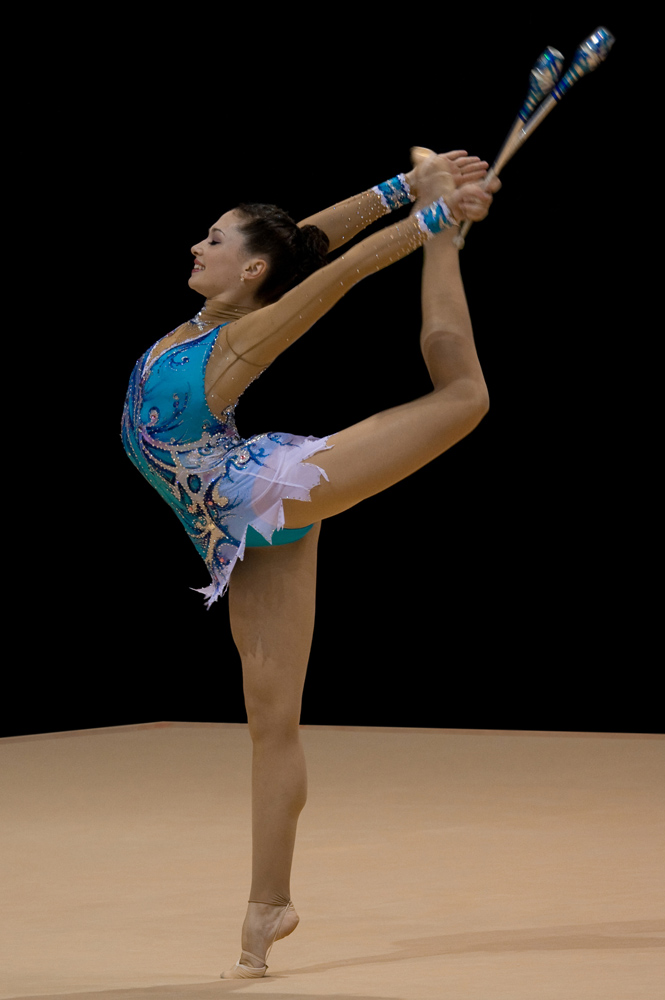
Художня гімнастика у Бенідормі, Іспанія

## Художня гімнастика
Художня гімнастика — це складно-координаційний вид спорту, під музичний супровід, що виконує одна гімнастка, або команда із п'яти дівчат з кількома ручними предметами по черзі: м'ячем, скакалками, булавою, обручем і стрічками. Це рухи тіла, рівноваги, стрибки та стрибкові комбінації з підручними засобами або без них. Художня гімнастика є олімпійським видом спорту.

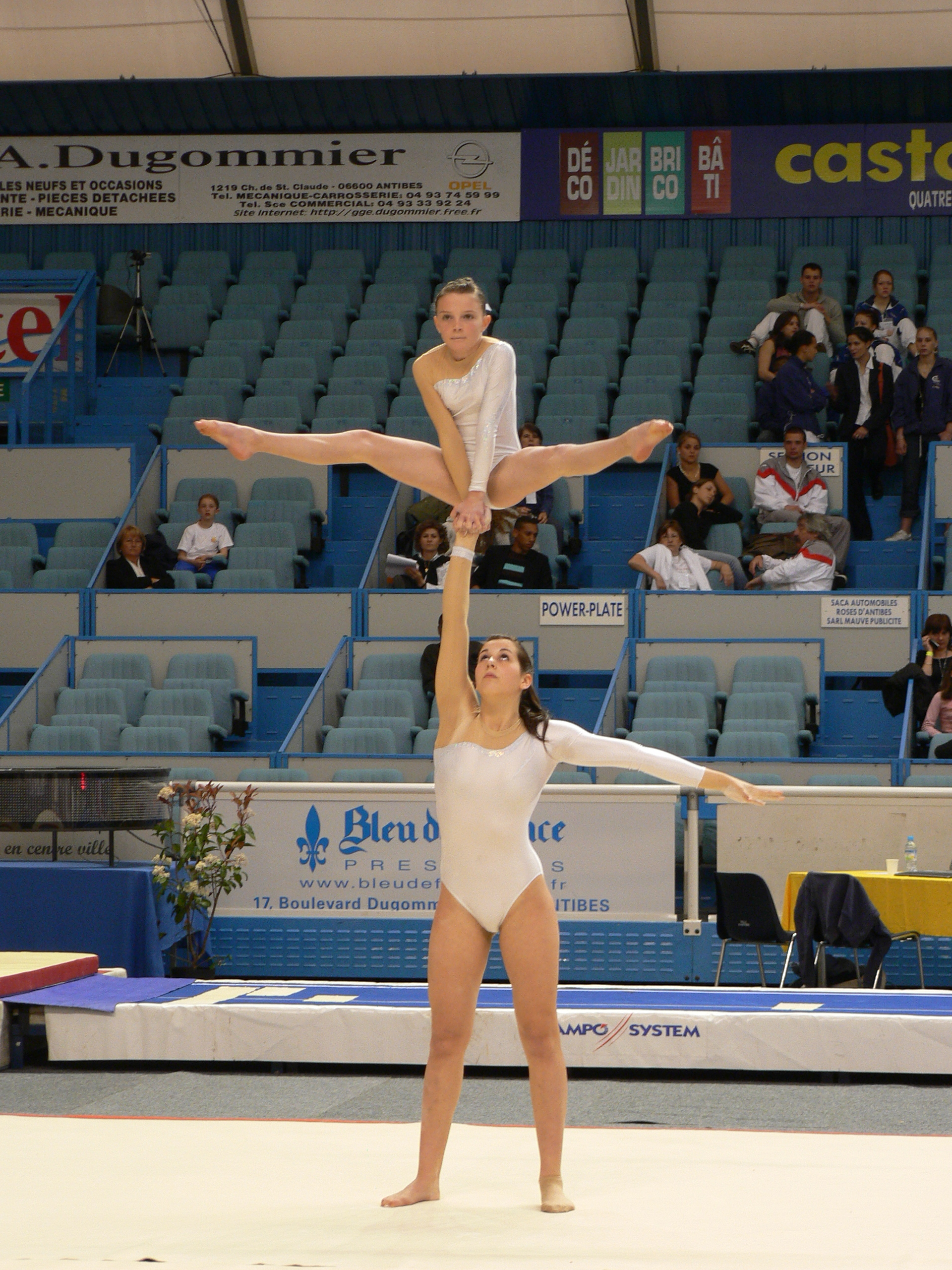
Постановка пари акробатичних гімнасток

## Спортивна акробатика
Ще одним популярним видом спорту є спортивна акробатика, в якій вправи виконуються двома, трьома, або чотирма спортсменами під музику. Ця спортивна дисципліна передбачає виконання комплексів гімнастичних вправ високого ступеня складності, включаючи вправи для чоловіків і жінок у парах і групах, а також індивідуальні та синхронні вправи з використанням батутів і доріжки, серед іншого.

## Організації
Головним органом, який опікується розвитком гімнастики у світі, є Міжнародна федерація гімнастики (ФІГ, фр. Fédération Internationale de Gymnastique). Вона встановлює правила й проводить змагання зі спортивної гімнастики, художньої гімнастики, аеробіки, спортивної акробатики та стрибків на батуті. В Україні справами гімнастики займається Федерація гімнастики України.

## Гімнастика в Україні
Україна належить до провідних гімнастичних держав світу. Найвизначніша гімнастка всіх часів — Лариса Латиніна народилася в Херсоні й тренувалася в Києві. В радянські часи чимало інших спортсменів, які представляли на міжнародній арені СРСР, жили й тренувалися в Україні. Найвизначніша українська гімнастка часів незалежності — Лілія Подкопаєва, олімпійська чемпіонка Атланти.
Славиться українська школа художньої гімнастики, яка виховала таких олімпійських чемпіонок як Ірина Дерюгіна, Олександра Тимошенко, Катерина Серебрянська. На останній пекінській Олімпіаді українка Ганна Безсонова здобула бронзову медаль в особистих змаганнях.
Значні успіхи українців у стрибках на батуті. Миколаєвець Юрій Вікторович Нікітін — олімпійський чемпіон Афін.